# 大潮元皓
大潮元皓（だいちょう げんこう、延宝4年1月6日（1676年2月19日） - 明和5年8月22日（1768年10月2日））は、江戸時代中期の黄檗宗の禅僧、漢詩人。名は元皓、字は月枝、別号として魯寮、西溟、泉石陳人がある。俗姓は伊万里浦郷氏。祖先姓は源氏。

## 生涯
延宝4年（1676年）、肥前国松浦郡伊万里土居の上にて紺屋の家に生まれる。元禄5年（1692年）出家して、蓮池龍津寺の化霖に師事する。売茶翁（月海元昭）は法兄にあたる。元禄11年（1698年）宇治の黄檗山萬福寺を訪れ、師の師である独湛性瑩禅師について参禅した。これ以降、地方を遊歴して、長崎では国子静という中国人について音韻を研究した。
正徳2年（1712年）上京して荻生徂徠と初めて面会する。江戸では服部南郭、雨森芳洲、越智雲夢、東禅寺の万庵原資らと交わり、京都では相国寺の大典顕常などと交わり、大潮の漢詩文が広く知られるようになる。文学や音韻学の弟子として、亀井南冥・宇野明霞・平賀中南（頼春水の師の一人）などがいる。
晩年は佐賀に帰り、龍津寺の住持職を嗣いでいる。明和5年（1768年）8月22日に寂す。93歳。

## 伝説
学成りて、江戸に出て、荻生徂徠と会合わせられしが、一日大学の一部を暗写して勝負を争そわれたりしが、師は音読直下の棒読みに達せられしを以って一字の誤りもなかりしが、徂徠は助字の一字を落したるにより徂徠の負けとなり、それより徂徠は漢文音読直下の読み方を採用したと主張せられしという。先代より「西に大潮、東に徂徠」と言うことを呼び伝えしとなり。（『伊万里浦郷氏伝』）

## 親族
- 伊万里浦郷氏祖は 浦郷大内蔵介實住（伊万里浦郷氏家系図より） 伊万里城山主 後藤民部大輔惟明 家臣（伊万里浦郷氏家系図、西松浦郡誌（大正10年）より）
- 大潮元皓の祖母の兄弟に、江戸時代前期の曹洞宗僧侶で 松雲宗融（しょううんそうゆう）がいる 「普門松雲禅師伝」 （ 『西溟余稿』文部二）
- 大潮元皓の7歳年下の弟 浦郷安右衛門實友（法名一麟浄超居士） と母である鏡月元照禅尼、 その末裔の墓が佐賀県伊万里市円通寺にある ※（ 『魯寮稿』九）若木太一 長崎大学名誉教授 訳より

## 著作
- 『松浦詩集』3巻
- 『魯寮詩偈』1巻
- 『文集』4巻
- 『尺牘』2巻
- 『西溟餘稿』3巻
- 『明四大家文選鈔』3巻